# Svoboda (Baixkíria)
|  | Per a altres significats, vegeu «Svoboda». |

Svoboda (en rus: Свобода) és un poble de Baixkíria, a Rússia, que en el cens del 2010 tenia 629 habitants. Pertany al districte de Iermolàievo.